# Бобилевське сільське поселення (Ісетський район)
Бо́билевське сільське поселення (рос. Бобылевское сельское поселение) — муніципальне утворення у складі Ісетського району Тюменської області, Росія.
Адміністративний центр — село Бобилево.

## Історія
Станом на 2002 рік до складу Бобилевської сільської ради входило також село Турушево, яке пізніше було передано до складу Бархатовського сільського поселення.

## Населення
Населення — 769 осіб (2020; 790 у 2018, 818 у 2010, 890 у 2002).

## Склад
До складу поселення входять такі населені пункти:
| Населений пункт    | Населення, осіб (2002) | Населення, осіб (2010) |
| ------------------ | ---------------------- | ---------------------- |
| Бобилево, село     | 534                    | 490                    |
| Лобанова, присілок | 192                    | 174                    |
| Осинова, присілок  | 15                     | 22                     |
| Сизикова, присілок | 99                     | 101                    |
| Созонова, присілок | 50                     | 31                     |